# Ávjuvardievvá
Ávjuvardievvá är en gammal marknadsplats i Karasjoks kommun i Finnmark fylke i norra Norge. Orten är belägen väster om tätorten Karasjok, vid älven Iešjohka. Den är känd som tingsplats för fjällsamerna från 1500-talet.